# American Abstract Artists

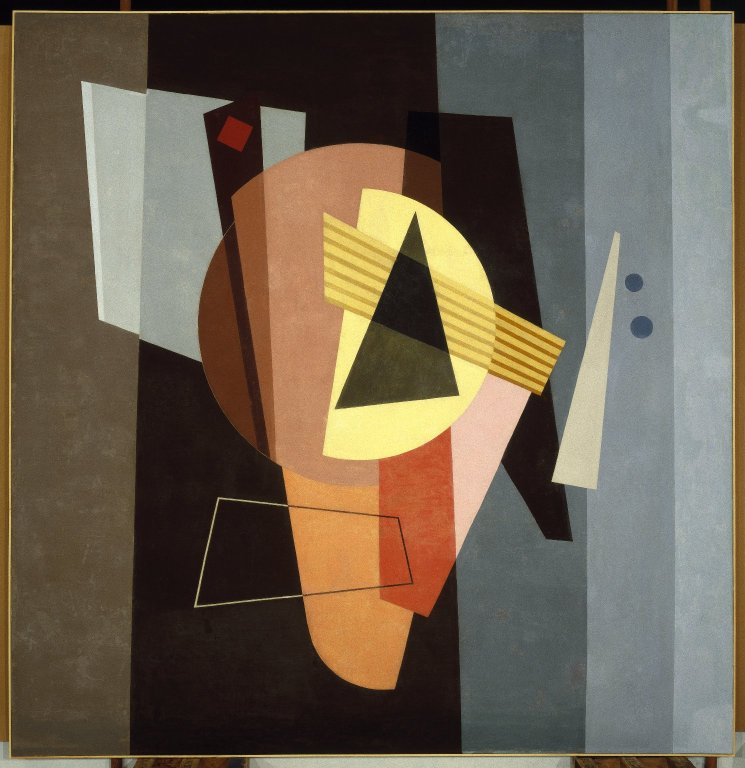
Senza titolo, Paul Kelpe (1938)

American Abstract Artists (AAA) è un'associazione artistica astrattista costituito nel 1936 negli Stati Uniti.

## Storia

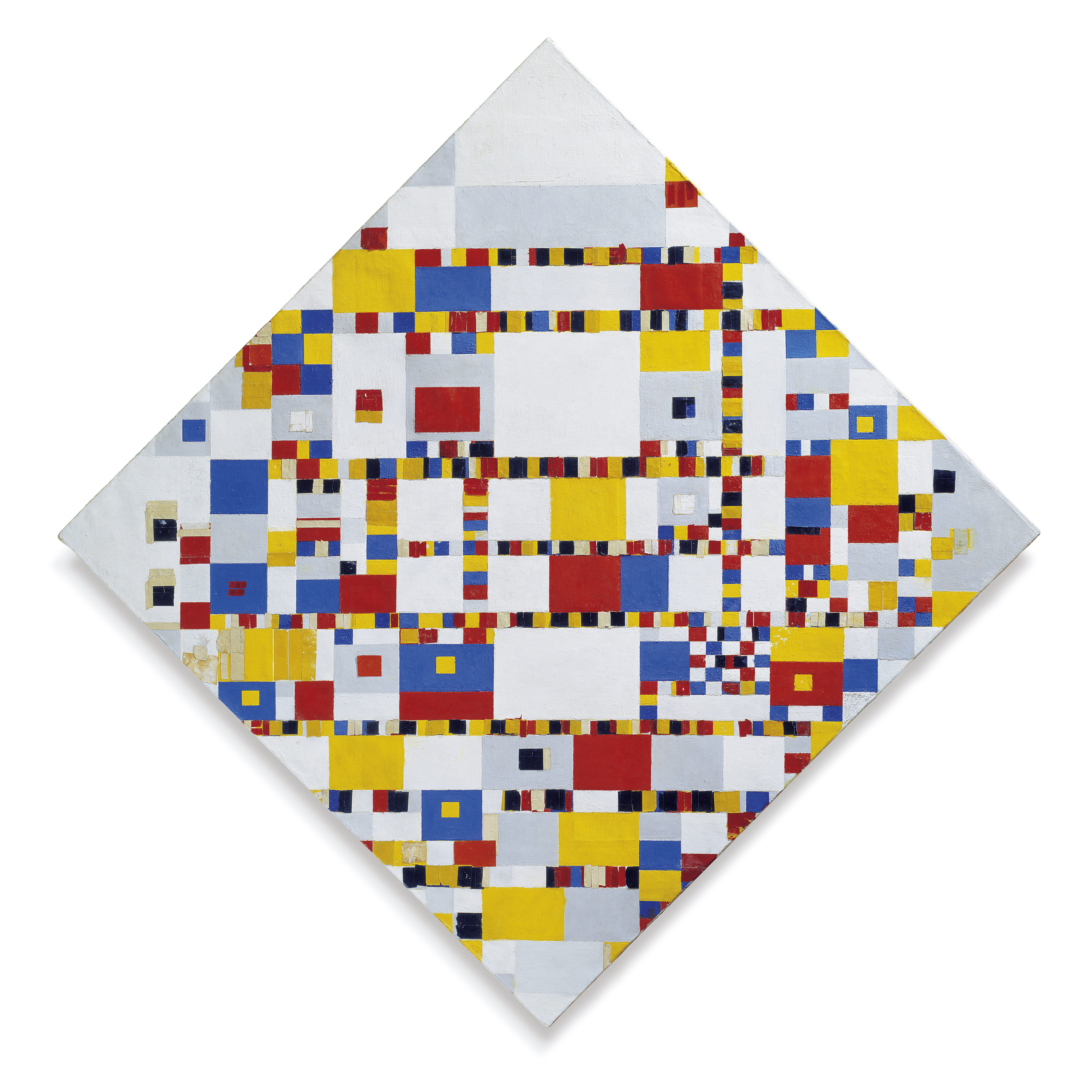
Victory Boogie Woogie, Piet Mondrian (1942 - 1944)

Fondato da George McNeil a New York in un periodo in cui stavano fiorendo diversi movimenti astrattisti di breve durata, durante la Grande Depressione, 
Vi hanno fatto parte artisti come Piet Mondrian, Josef Albers, Fernand Léger, Lee Krasner, László Moholy-Nagy, George Morris, Ad Reinhardt, Alcopley, Ray Eames, Hans Richter e molti altri.
Uno dei pochissimi movimenti artistici astratti degli anni '30 ad essere sopravvissuto al periodo bellico, vide il progressivo abbandono degli artisti che ne avevano preso parte, vista l'ormai emergente accettazione dell'astrattismo nella cultura statunitense. A fine anni '40 molti degli artisti fondatori dell'AAA si trasferirono al The Club, una nuova associazione astrattista sempre a New York. Ciononostante negli anni '60-'70 esso ha continuato a costituire un'alternativa per gli artisti che non si riconoscevano pienamente negli allora dominanti movimenti dell'espressionismo astratto e del minimalismo.